# Clubiona pikei
Clubiona pikei är en spindelart som beskrevs av Willis J. Gertsch 1941. Clubiona pikei ingår i släktet Clubiona och familjen säckspindlar. Inga underarter finns listade i Catalogue of Life.